# Kyodo
Kyodo (挙動 kyodō), beteende, är en term som hänvisar till de olika stegen i att utföra en kata. Betydelsen ligger dock i att  hänvisa inte bara till antalet steg i egentlig mening, utan till den uppsättning tekniker som utförts vid varje given tidpunkt.